# Joana Valle Costa
Joana Valle Costa (Lisboa, 31 de Outubro de 1995) é uma tenista profissional portuguesa, presente na equipa portuguesa da Fed Cup.